# Andor Jaross

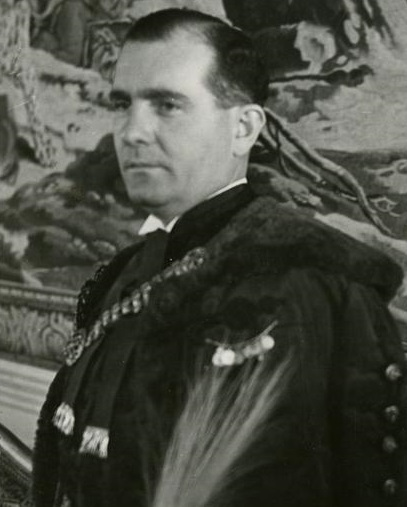
Andor Jaross

Vitéz Andor Jaross von Nemesmiticz und Vezka (geboren 23. Mai 1896 in Csehi, Komitat Komárom, Österreich-Ungarn; gestorben 11. April 1946 in Budapest) war ein ungarischer Politiker.

## Leben
Andor Jaross gehörte zu der ungarischen Bevölkerungsgruppe Österreich-Ungarns, die bei der Errichtung der Tschechoslowakei 1918 von Ungarn getrennt wurde. Er wurde Generalsekretär der „Ungarischen Nationalpartei“ (Magyar Nemzeti Párt), die die ungarische Bevölkerung in der Slowakei vertrat und als Ziel die Revision des Vertrags von Trianon hatte; ihr Parteiführer war János Esterházy. Der tschechischen Majorität in der ČSR gelang es in den zwanzig Jahren zwischen 1918 und 1938 weder einen Ausgleich mit dem slowakischen Landesteil zu treffen, noch eine Gleichberechtigung für die deutschen, ruthenischen, polnischen und ungarischen Minderheiten zu errichten, was 1938 in der vom nationalsozialistischen Deutschland forcierten Sudetenkrise mündete. Noch 1935 hatte der seinerzeitige tschechoslowakische Außenminister Edvard Beneš in seiner Präsidentschaftskampagne den ungarischstämmigen Politikern Esterházy, Géza Szüllő und Jaross Versprechungen gemacht, die er nicht einhielt. Jaross wurde 1935 in das tschechoslowakische Parlament gewählt. Im März 1938 konnte Jaross die Wünsche und Forderungen der ungarischen Minderheit noch einmal im Parlament der ČSR vortragen. Zusammen mit Szüllő wurde er im Juni 1938 vom Ungarn-Komitee des House of Commons eingeladen, wo er die Beschwerden der ungarischen Minderheit vortragen durfte. Am 29. Juli 1938 erschienen Esterházy, Szüllő, Jaross und Endre Korláth beim Premierminister Milan Hodža, der statt der geforderten Verfassungsänderung lediglich ein Minderheitenstatut ankündigte. Im September 1938 kam es zum Münchner Abkommen.
Nach der Rückgewinnung eines Teils des Felvidék durch Ungarn infolge des Ersten Wiener Schiedsspruchs wurde Jaross am 15. November 1938 Minister in der ungarischen Regierung Béla Imrédy und Vorgesetzter der 26 eingesetzten Gouverneure der zurückgewonnenen Bezirke. Er blieb Gefolgsmann von Imrédy, der auch nach seinem Rücktritt noch die Fäden der ungarischen Politik mit seiner neugegründeten faschistischen „Partei der ungarischen Erneuerung“ (MMP) zog. Im Oktober 1940 war Jaross einer der 18 ungarischen Parlamentsabgeordneten, die die „Partei der Wiedererweckung Ungarns“ gründeten, die für eine engere Zusammenarbeit mit den Achsenmächten eintrat, und gehörte mit Béla Imrédy und Jenő Rátz dem Exekutivausschuss der Partei an.
Nach der Besetzung Ungarns durch deutsche Truppen im März 1944 wurde Jaross am 22. März Innenminister unter Döme Sztójay. Eine seiner ersten Maßnahmen war am 29. März die staatsstreichartige Ausschaltung der bis dahin immer noch im ungarischen Parlament vertretenen Sozialdemokratischen Partei, der Partei der Kleinlandwirte und der Bauernpartei. Mit den Staatssekretären László Endre und László Baky sorgte er dafür, dass das Eichmann-Kommando die Deportation der Juden durchführen konnte. Er schaltete die Gegner der antisemitischen Politik wie Endre Bajcsy-Zsilinszky aus, derweil der ungarische Reichsverweser Miklós Horthy die Regierung Sztójay gewähren ließ. Jaross führte am 5. April 1944 den Judenstern in Ungarn ein. Juden war es nun verboten, militärische oder Schuluniformen zu tragen, sie wurden aus den Schwimmbädern und den Restaurants vertrieben. Jaross war der Adressat der Eingaben, die aus der jüdischen Bevölkerung Ungarns kamen, aber auch vom Bischof Vilmos Apor, der gegen den gelben Judenstern protestierte. Unter diplomatischem Druck der in Budapest noch vertretenen verbündeten und neutralen Staaten Europas klassifizierte er im Mai 1944 die ausländischen Juden in einer geheimen Polizeiorder. Derweil wurden von der ungarischen Polizei und Miliz über 400.000 Juden in der ungarischen Provinz ghettoisiert und in deutsche Konzentrationslager deportiert.
Im öffentlichen Leben Ungarns ließ sich Jaross 1944 zum Präsidenten des Fußballvereins Ferencvárosi TC wählen.
Als Horthy mit der Regierung Géza Lakatos eine Modifizierung der Außenpolitik anstrebte, verlor Jaross am 7. August 1944 sein Amt; Adolf Eichmann war ohne diese Unterstützung zunächst einmal hilflos und stellte die Deportationen im großen Stil ein, bei denen nun die jüdische Bevölkerung Budapests an der Reihe gewesen wäre. Der deutsche Botschafter Edmund Veesenmayer hatte Jaross weiterhin auf seiner Liste der von den Deutschen gewünschten Politiker und Jaross kehrte bereits im Oktober, nach dem von den Deutschen lancierten Staatsstreich durch Ferenc Szálasi in öffentliche Ämter zurück, ohne diesmal dem nun von den Pfeilkreuzlern dominierten Kabinett anzugehören.
Nach Kriegsende wurde Jaross mit Endre und Baky am 18. Dezember 1945 vor dem ungarischen Volksgerichtshof unter Péter Jankó angeklagt und am 7. Januar 1946 zum Tode verurteilt. Endre und Baky wurden am 29. März gehängt, Jaross am 11. April erschossen.

## Schriften
- Jenő Cholnoky: Felvidėk! Az előszót írta Jaross Andor. Budapest : Dante Kiad., 1938